# Bothynotus floridanus
Bothynotus floridanus är en insektsart som beskrevs av Henry 1979. Bothynotus floridanus ingår i släktet Bothynotus och familjen ängsskinnbaggar. Inga underarter finns listade i Catalogue of Life.